# Framboosroest
De framboosroest (Phragmidium rubi-idaei) is een schimmel behorend tot de familie Phragmidiaceae. De schimmel is een biotrofe parasiet die spermogonia, aecia, uredinia en telia vormt op de bladeren van de framboos. Er vind geen waardwisseling plaats. Herkenning is lastig doordat een combinatie van kenmerken van diverse stadia de meeste zekerheid levert, terwijl deze stadia niet gelijktijdig optreden.

## Kenmerken
Spermogonia
De spermogonia staan tussen epidermis en cuticula in de buurt van de aecia.
Aecia
De aecia staan aan de bovenkant van het blad. Ze zijn geel, staan in kringen, zonder peridium maar omringd door een krans van kleurloze, worstvormige gebogen parafysen. De aeciosporen staan in ketens gevormd en zijn fijnstekelig (niet wrattig).
Uredinia
De uredinia staan aan de onderkant van het blad. Ze zijn 0,2 mm in diameter, omgeven door parafysen. De urediniosporen zijn enkelvoudig en gesteeld. De stekels van de sporen staan 2-3,5 µm uiteen.
Telia
De telia staan onderzijdig van het blad en zijn zwart van kleur. Teliosporen zijn langgesteeld, elliptisch donkerbruin, een rijtje van 6 tot 9 grof-wrattige cellen en aan de top wat taps toelopend maar zonder spits.

## Verspreiding
In Nederland komt framboosroest zeer zeldzaam voor.

## Foto's

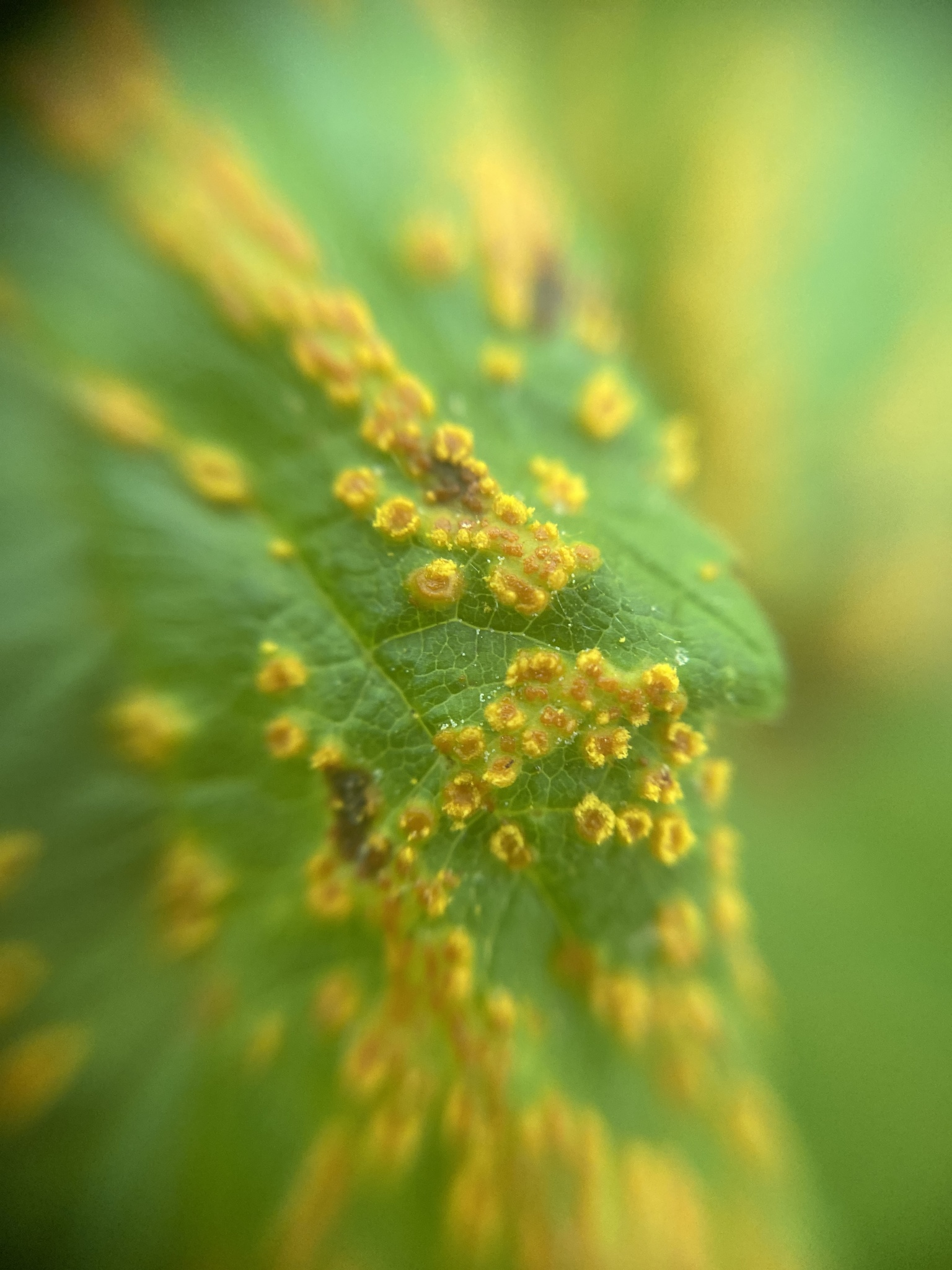
Aecia
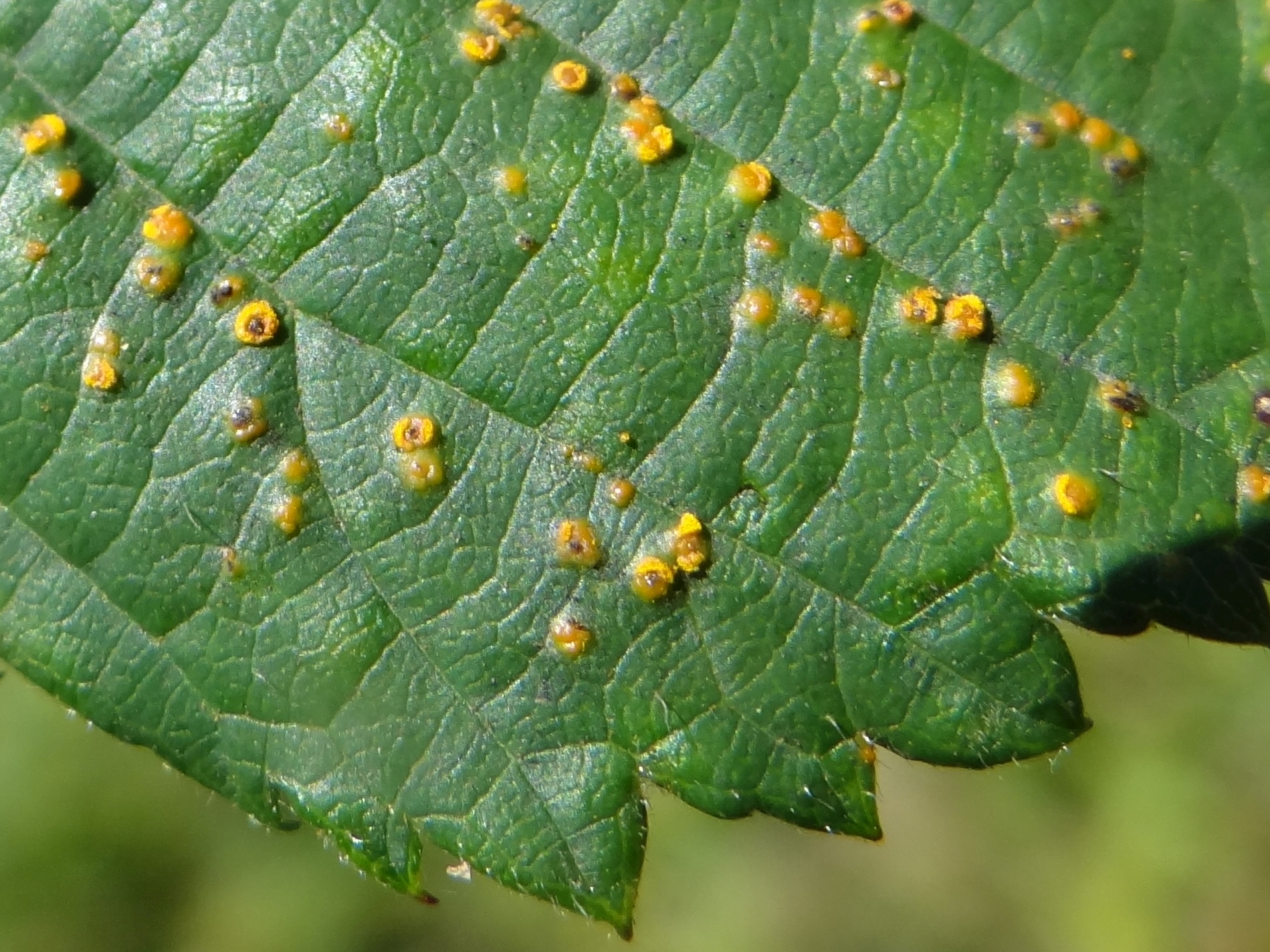
Aecia
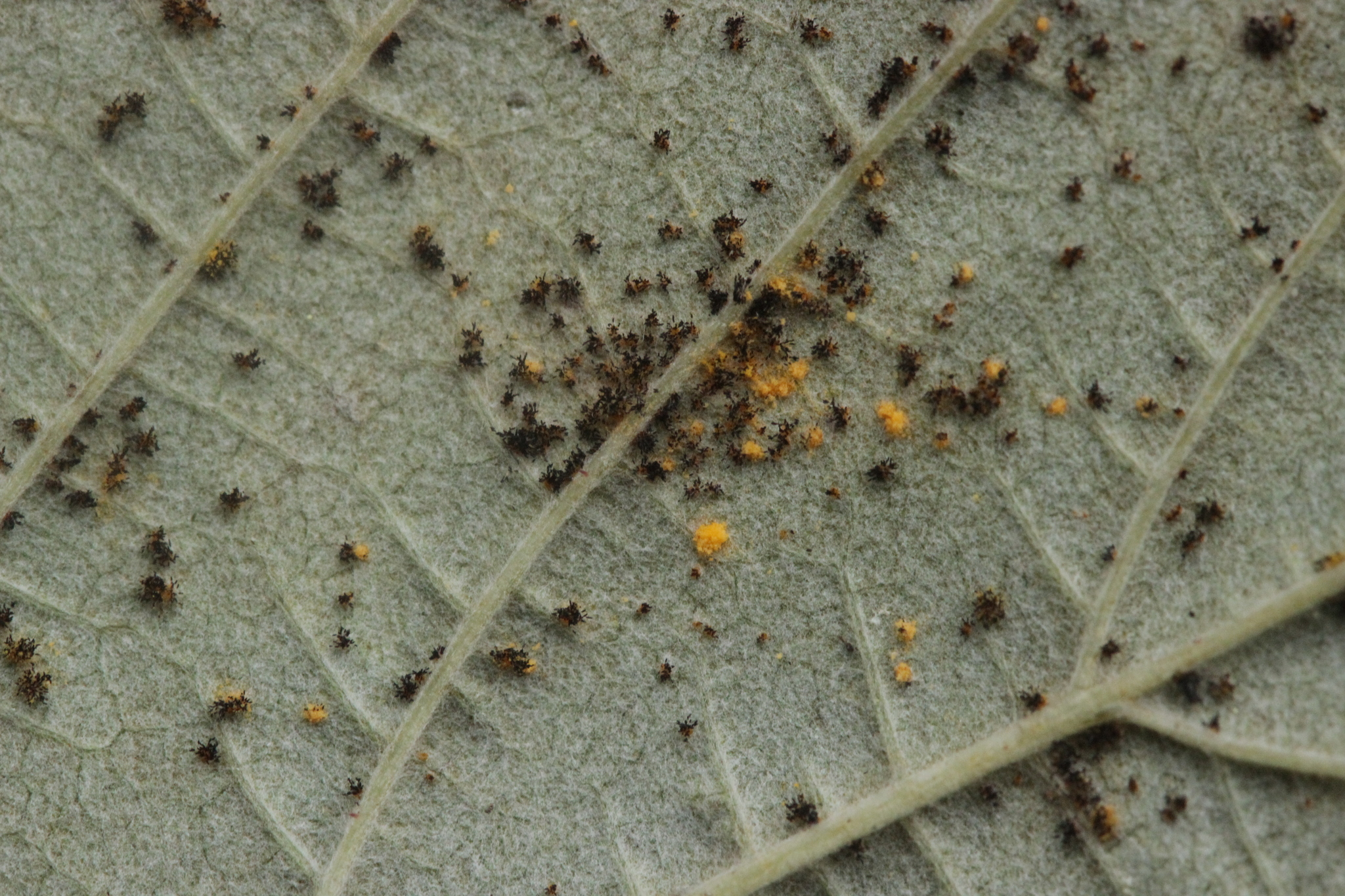
Telia met enkele uredinia
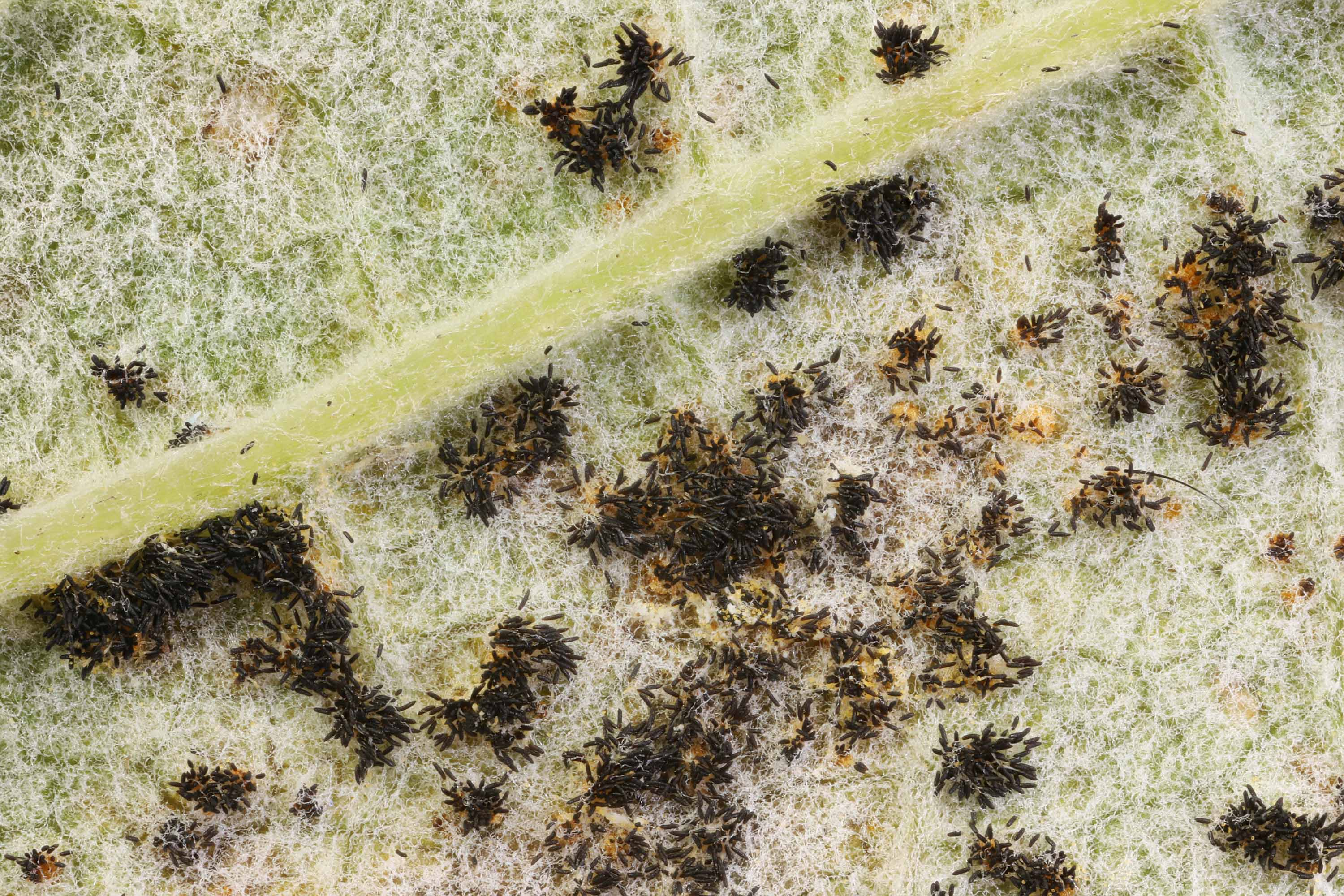
Telia
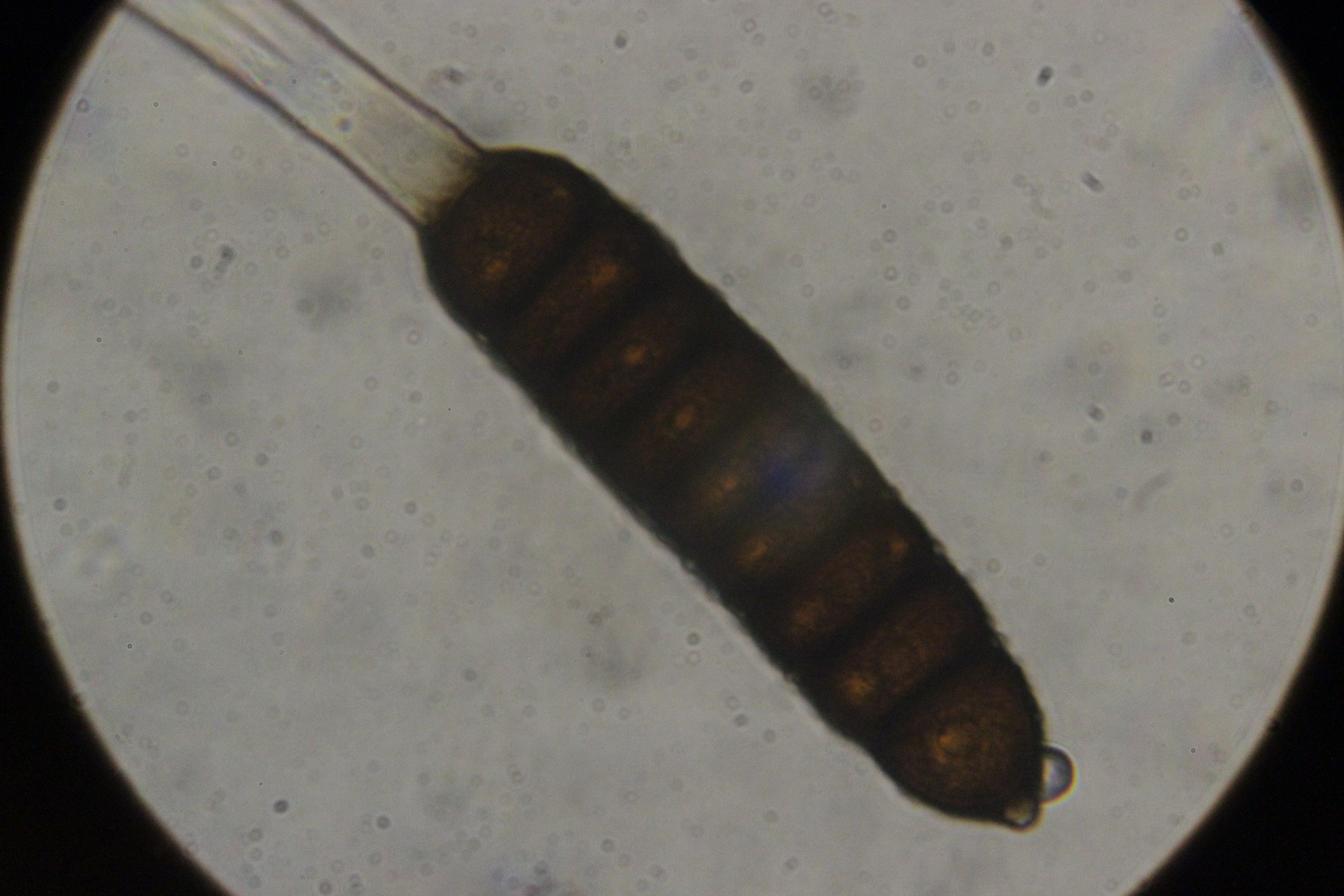
Teliosporen met steel
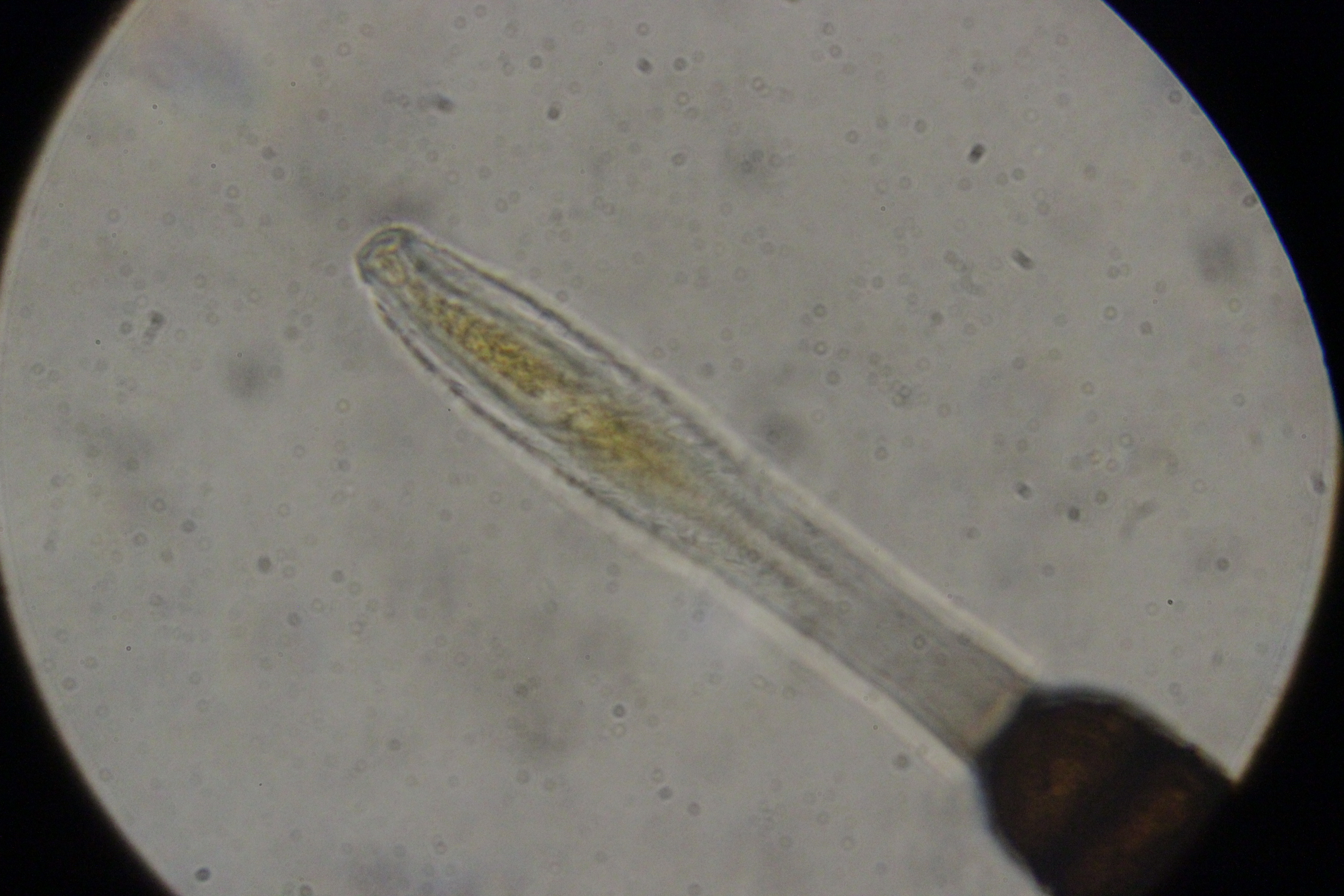
Steel van teliospore
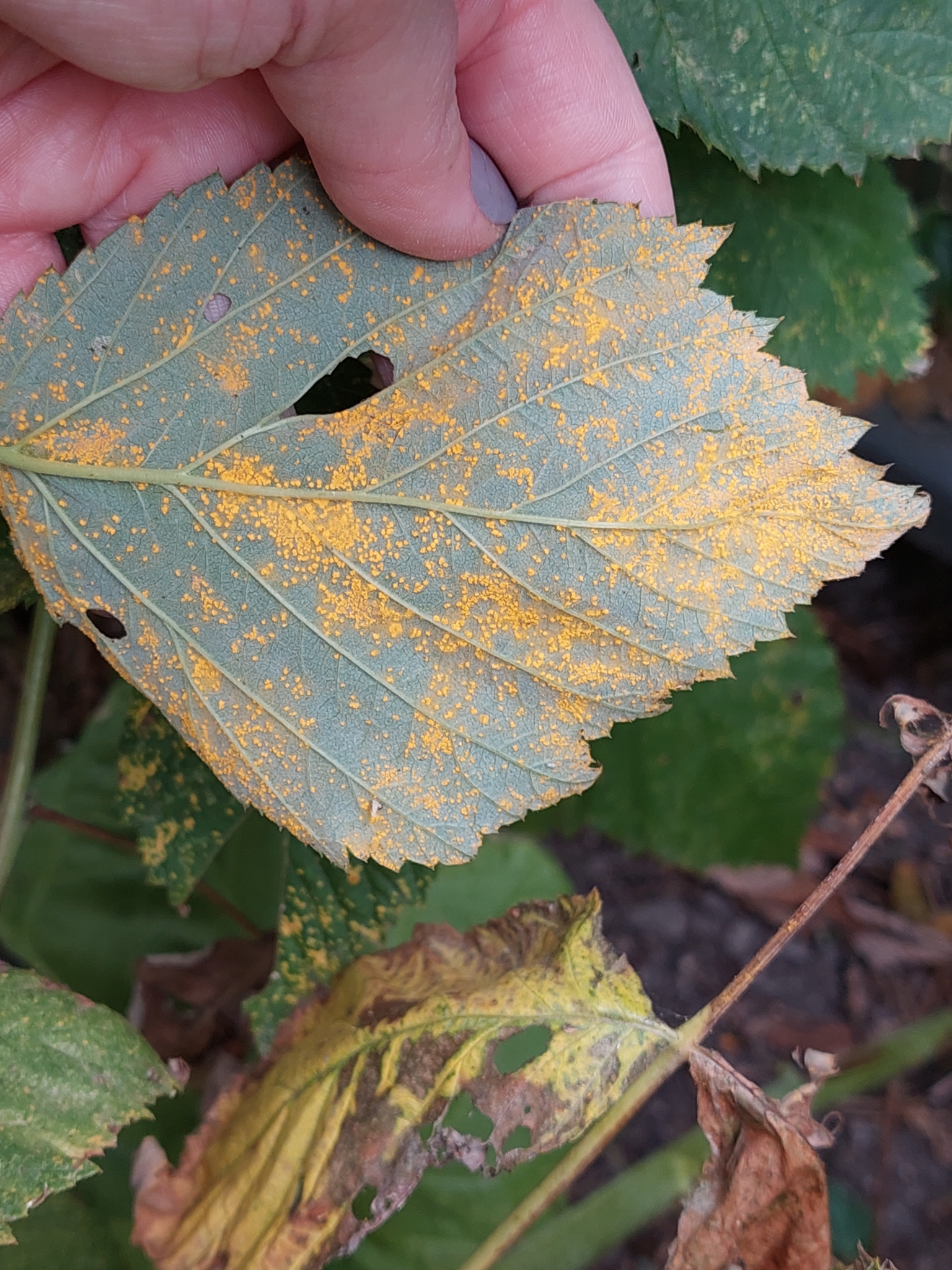
Uredinia
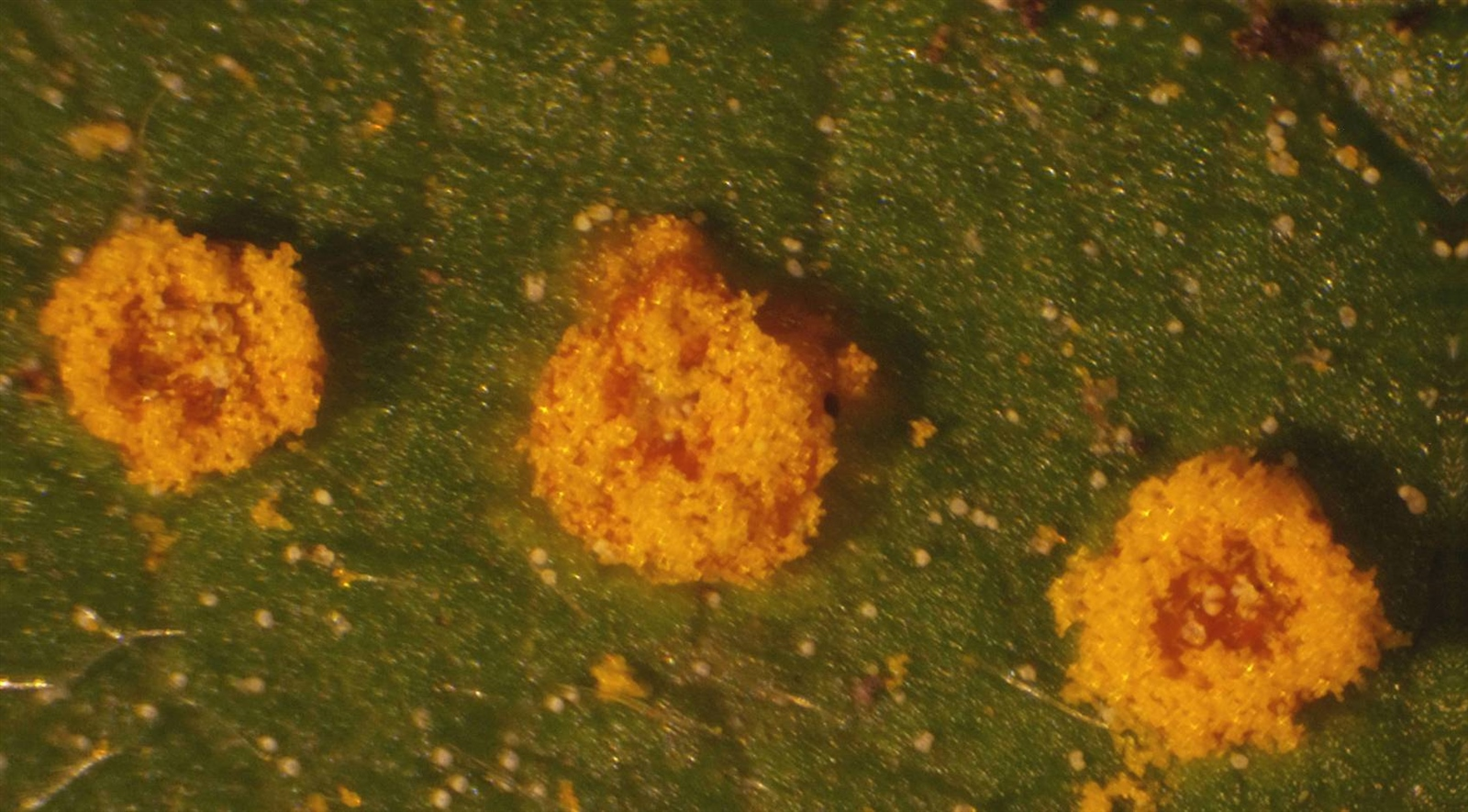
Uredinia
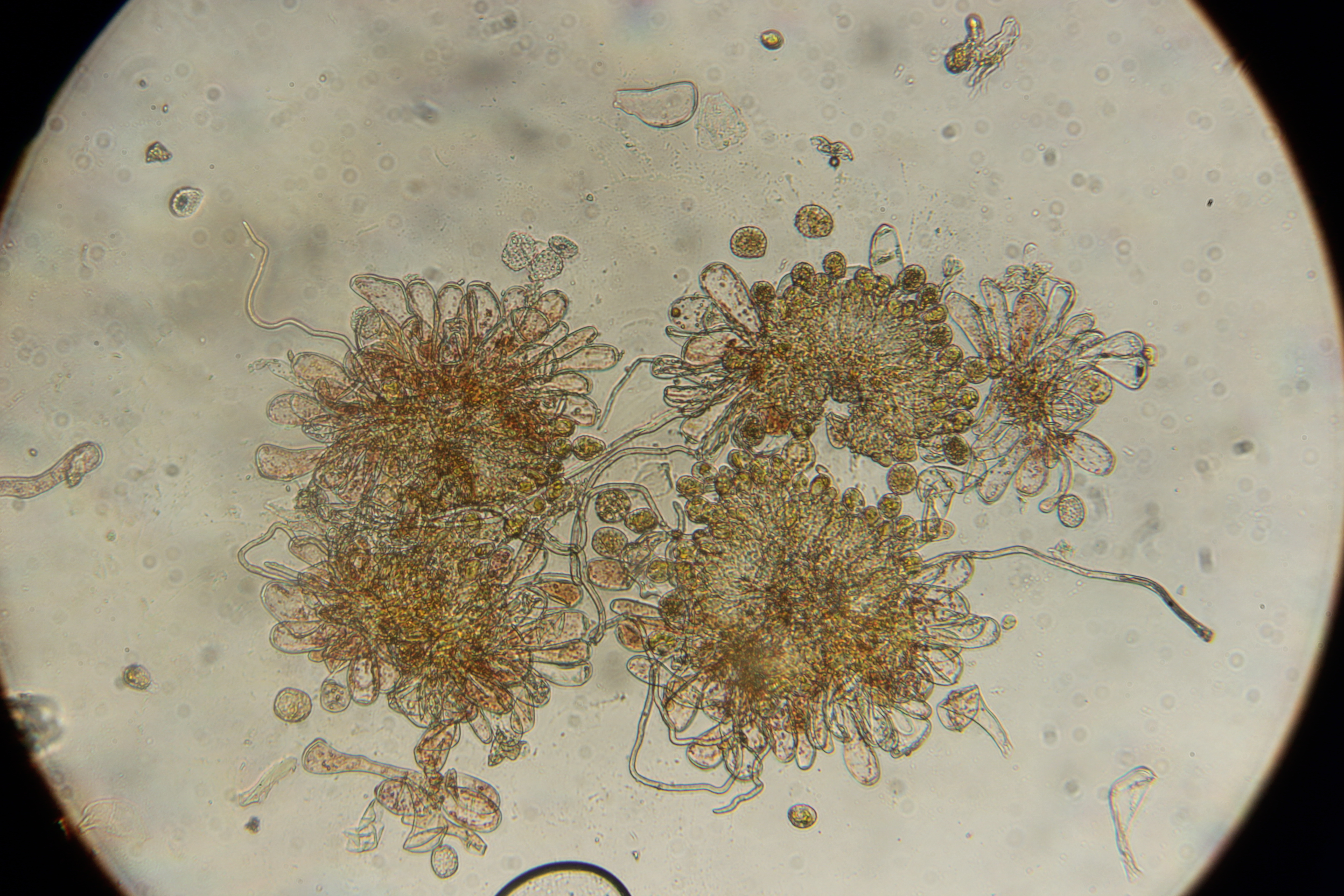
Uredinium, omgeven door parafysen
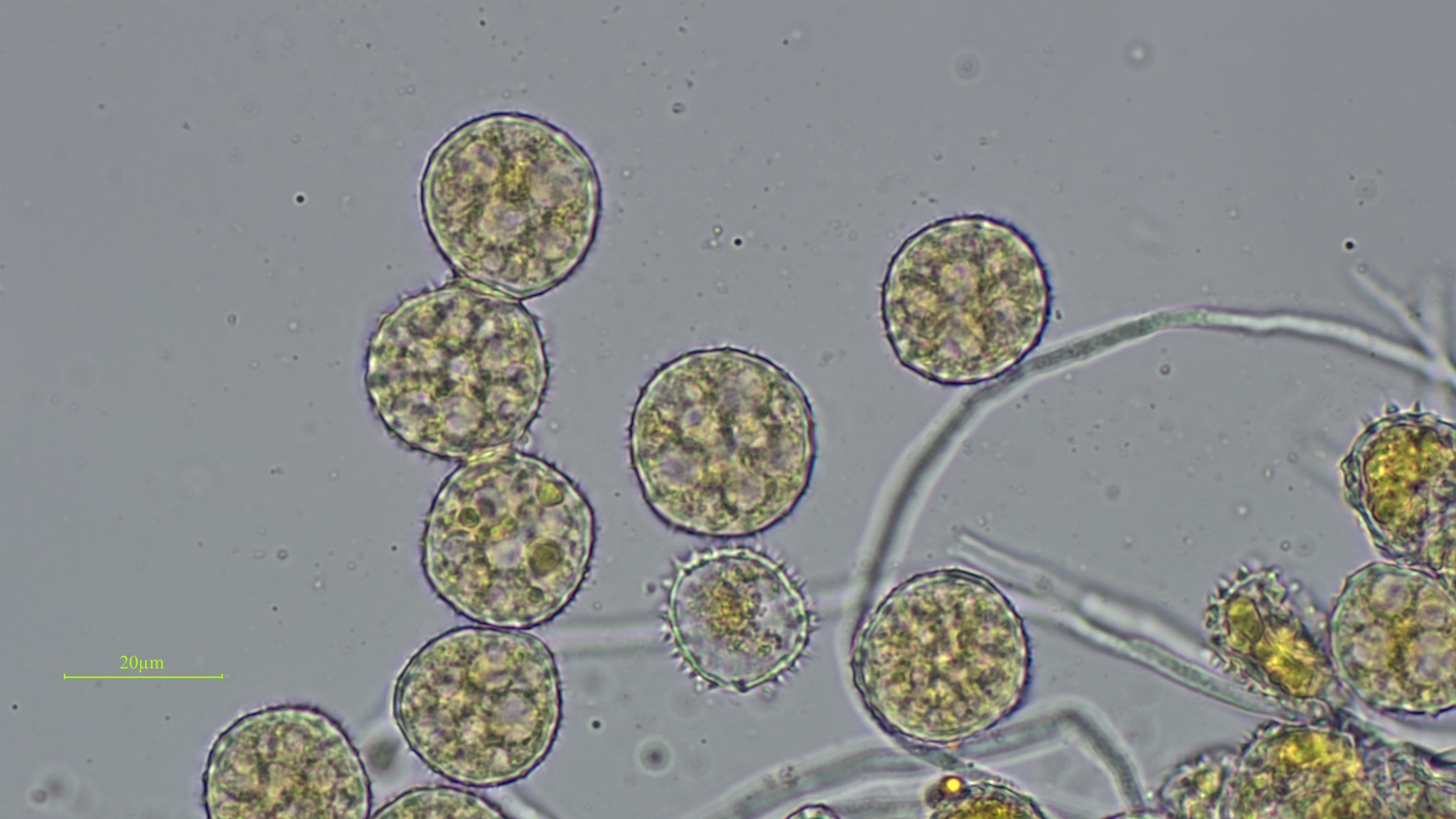
Urediniosporen